# Gneu Corneli Escipió Calvus
Gneu Corneli Escipió Calvus (llatí: Gnæus Cornelius Scipio Calvus; nascut cap al 265 aC i mort el 211 aC) fou un polític i cap militar de la República Romana que fou cònsol el 222 aC. Juntament amb el seu col·lega, Marc Claudi Marcel, vencé la tribu gal·la dels ínsubres i conquerí Mediolànum. El 220 aC fundà una de les primeres colònies romanes de la Gàl·lia Cisalpina.
Era fill de Luci Corneli Escipió i germà de Publi Corneli Escipió (cònsol 218 aC). Formava part de la gens Cornèlia, i era de la família dels Escipions, d'origen patrici. Gneu Corneli Escipió és conegut sobretot per haver estat llegat del seu germà Publi, per dirigir les tropes en la conquesta romana d'Hispània. Va ser anomenat Calvus per distingir-lo d'un altre Gneu Corneli Escipió, que anomenaven Asina.
Va ser elegit cònsol l'any 222 aC junt amb Marc Claudi Marcel III i va fer la guerra als ínsubres, que havien estat derrotats l'any anterior pels cònsols Publi Furi i Gai Flamini, i havien demanat la pau. Però els nous cònsols van rebutjar els oferiments. Els lígurs van demanar ajut als gesats de més enllà dels Alps, que van enviar trenta mil homes. Així i tot, Escipió i Marcel van envair les planes del riu Po i van assetjar la ciutat ínsubre d'Acerrae. Els gals, amb deu mil homes, van respondre assetjant Clastídium. Marcel els va enfrontar i en una batalla, la batalla de Clastídium, va destruir el cos d'exèrcit gal prop d'aquella ciutat. El cap gal Viridòmar va ser mort per Marcel de pròpia mà. Després va tornar a Acerrae, ciutat que va conquerir quasi immediatament. Més endavant va conquerir Mediolanum, la ciutat més important de la regió. Els ínsubres es van sotmetre incondicionalment. Encara que Escipió va tenir una part important en la campanya o potser la principal, només Marcel va rebre els honors del triomf.

## Campanya a Hispània
L'any 218 aC va ser legat del seu germà Publi Corneli Escipió i enviat a Hispània. Gneu va desembarcar a Empúries l'any 218 aC i es va atreure els caps locals seduïts per la seva amabilitat en contrast amb la severitat del domini cartaginès. Va obtenir una victòria a la batalla de Cissa sobre el general cartaginès Hannó, que va ser fet presoner. Gneu es va apoderar del que avui seria quasi tota la moderna Catalunya, el territori entre els Pirineus i l'Ebre. Hasdrúbal Barca va avançar cap aquesta zona però ja va arribar a la tardor i no va poder fer res més que cremar part de la flota romana. Escipió va passar l'hivern a Tarraco.
A l'any següent Gneu va derrotar els cartaginesos a la desembocadura de l'Ebre, en una batalla coneguda com la de les Boques de l'Ebre, i va obtenir pels romans el domini del mar. Poc després va arribar el seu germà Publi, a mitjan estiu, i junts van avançar cap a Sagunt on els cartaginesos havien concentrat els ostatges de les diverses tribus hispanes que tenien retinguts com a garantia de fidelitat. La ciutat es va sotmetre als romans per la traïció d'Abelox, un noble hispà aliat de Cartago que va passar al bàndol dels romans, i els ostatges van ser retornats a les seves famílies, cosa que va produir un moviment de suport cap als romans.
Titus Livi parla d'una sèrie de victòries dels germans Escipió que van succeir els següents dos o tres anys, però devien ser de poca importància perquè no van tenir cap efecte o simplement eren exageracions dels historiadors romans. Hasdrúbal Barca hauria estat derrotat en passar l'Ebre l'any 216 aC. El 215 aC Hasdrúbal, que havia rebut reforços, va assetjar Illiturgi però va ser derrotat pels romans. El 214 aC un exèrcit cartaginès dirigit per Hasdrúbal (fill de Giscó) va ser derrotat dues vegades pels romans.
En aquest temps Hasdrúbal, el germà d'Hanníbal, va haver d'anar a l'Àfrica per fer la guerra contra Sifax rei de Numídia, que estava fent la guerra contra Cartago, i els Escipions van aprofitar la seva absència per reforçar el poder romà atraient a noves tribus. L'any 212 aC van agafar a 20.000 celtibers al seu servei i el 211 aC es consideraven prou forts per creuar l'Ebre i intentar expulsar els cartaginesos. Publi Escipió va atacar a Magó i Hasdrúbal fill de Giscó (que tenien el suport del príncep Masinissa i el cap ilerget Indíbil, mentre Gneu atacava a Hasdrúbal Barca que ja havia tornat d'Àfrica després de derrotar a Sifax. Publi va ser derrotat amb les seves forces i va morir. Magó i Hasdrúbal fill de Giscó es van unir a Hasdrúbal Barca i es van disposar a atacar a Gneu. Els 20.000 mercenaris celtibers que tenia, van desertar i es van passar a l'enemic, que sembla que els havia convençut de fer-ho. Gneu va ser rodejat i va ser derrotat i mort 29 dies després de la mort del seu germà. Les restes de l'exèrcit romà van ser conduïdes per Gai Luci Marci Sèptim.